# Giardino botanico di Valbonella
Il giardino botanico di Valbonella, esteso 2 ettari, è un giardino botanico riserva naturale situato ad un'altitudine di 700 m nel Parco nazionale Foreste Casentinesi, a circa 3 km da Corniolo, frazione di Santa Sofia, provincia di Forlì-Cesena.
Il giardino è stato aperto nel 1983 dalla regione e dalla provincia, in collaborazione con il Corpo forestale dello Stato, per scopi prevalentemente didattici sull'ambiente naturale delle montagne dell'Appennino.
Esso comprende circa 300 specie native, con 3 percorsi tematici attraverso la foresta, le zone umide, ed i campi. Al suo interno sono presenti anche specie rare minacciate e protette dalla L.R. 2/77. Le piante sono contrassegnate con schede contenenti nome scientifico, periodo di fioritura, ecc. 
Giorni e orari di apertura variano a seconda della stagione, per visitarlo si consiglia di consultare il sito internet del Parco nazionale delle Foreste Casentinesi, Monte Falterona e Campigna

## Riferimenti
- Parco nazionale Foreste Casentinesi - Giardino botanico di Valbonella, su parcoforestecasentinesi.it. URL consultato il 7 gennaio 2009 (archiviato dall'url originale il 22 luglio 2011).
- Horti entry, su horti.unimore.it. URL consultato il 7 gennaio 2009 (archiviato dall'url originale il 24 dicembre 2007).